# Делор, Шарль Эдуар
Шарль Эдуар Делор (фр. Charles Édouard Delort; 4 февраля 1841, Ним — 5 марта 1895, Буррон-Марлотт) — французский художник-академист.

## Биография
Родился в 1841 году в Ниме и провёл своё детство в окрестностях Бордо. В 1853 году, по желанию отца, поступил в Военно-морскую академию, но, столкнувшись с суровой дисциплиной, подростком бросил учёбу и отправился в Париж, чтобы посвятить себя искусству. В Париже художник Жан-Леон Жером, друг семьи Делора, помог ему устроиться в мастерскую Шарля Глейра.
Уже в 1864 году Делор впервые выставил свои работы на Парижском салоне. В 1882 году он получил серебряную медаль салона, а в 1888 (по другим данным, в 1889) году стал кавалером ордена Почётного легиона.
Весьма разносторонний художник, Делор писал жанровые сцены (в том числе «сцены с кардиналами»), мифологические, исторические и религиозные картины, сотрудничал в качестве художника-иллюстратора с парижскими журналами.
Проживал в сельской местности в окрестностях Парижа, в Буррон-Марлотте.
Скончался в 1895 году во французском Алжире.

## Галерея
- Кардинал Ришелье, отец Жозеф и котята
- Арест Жоржа Кадудаля
- Свидание в Венеции
- Взятка
- Праздник урожая
- У окна
- Денщик и горничная
- Пятница